# Pancoenia pelota
Pancoenia pelota är en fjärilsart som beskrevs av Edward Meyrick 1904. Pancoenia pelota ingår i släktet Pancoenia och familjen stävmalar. Inga underarter finns listade i Catalogue of Life.